# Pattern 1853 Enfield
Гвинтівка-мушкет Enfield зразка 1853 року (також відома як Pattern 1853 Enfield, P53 Enfield та Enfield rifle-musket) була дульнозарядною гвинтівкою-мушкетом калібру .577 типу Міні, що використовувалася Британською імперією з 1853 по 1867 рік; після чого багато з них були замінені в службі на казнозарядну гвинтівку Snider–Enfield.

## Історія та розробка

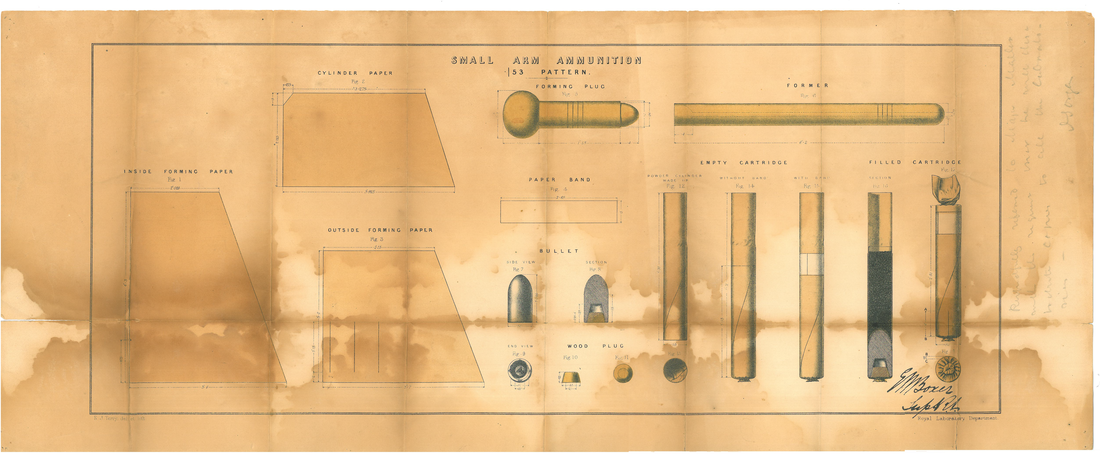
Частини патрона Enfield, включаючи папір, кулю Прітчетта та інструменти для формування

Термін «гвинтівка-мушкет» спочатку відносився до мушкетів з гладкоствольними стволами, заміненими на нарізні. Довжина стволів залишалася незмінною, що дозволяло вести вогонь шеренгами, оскільки довга гвинтівка була необхідна для того, щоб дула солдатів другого ряду виступали за обличчя людей, що стояли попереду. Зброя також була достатньо довгою, щоб бути ефективною проти кавалерії при встановленому багнеті. Така зброя, виготовлена з нарізними стволами, дульнозарядна, однозарядна та з використанням того ж ударного механізму, також стала називатися гвинтівками-мушкетами.
Королівська фабрика стрілецької зброї розробила Pattern 1853 Enfield у 1850-ті роки. Ствол довжиною 39 дюймів (99 см) мав три нарізи з кроком 1:78 і кріпився до ложі трьома металевими кільцями, тому гвинтівку часто називали моделлю «три кільця». Набої гвинтівки містили 2+1⁄2 драми, або 68 гранів (4,4 г) пороху, а куля зазвичай була модифікацією Боксера вагою 530 гранів (34 г) Pritchett & Metford або Burton-Minié, яка вилітала зі швидкістю приблизно 1250 футів (380 м) за секунду.
Оригінальний дизайн Pritchett був модифікований полковником Боксером, який зменшив діаметр до 0,55 після того, як війська виявили, що оригінальний 0,568 було занадто важко заряджати під час Індійського повстання, змінивши змазку з суміші бджолиного воску та сала на чистий бджолиний віск з тієї ж причини, і додав глиняну пробку до основи для полегшення розширення, оскільки було виявлено, що оригінальний дизайн Pritchett, який покладався лише на вибух заряду, спричиняв надмірне забруднення через занадто повільне розширення, що дозволяло незгорілому пороху виходити навколо кулі.
Регульований цілик Enfield мав поділки для 100 ярдів (91 м) — перша позиція — 200 ярдів (180 м), 300 ярдів (270 м) та 400 ярдів (370 м). Для відстаней понад це регульований відкидний приціл був градуйований (залежно від моделі та дати виготовлення) від 900 ярдів (820 м) до 1250 ярдів (1140 м). Британських солдатів навчали влучати в ціль 6 футів (180 см) на 2 фути (61 см) — з «яблучком» діаметром 2 фути (61 см), що рахувалося як 2 очки — на відстані до 600 ярдів (550 м). Мішень, що використовувалася від 650 ярдів (590 м) до 900 ярдів (820 м), мала «яблучко» 3 фути (91 см), і будь-який чоловік, який набирав 7 очок з 20 пострілів на цій відстані, отримував звання стрільця.

## Кримська війна
З початком війни між турками та росіянами Британія усвідомила, що це лише питання часу, коли вони будуть втягнуті в конфлікт. Британська армія перебувала в розпалі значної трансформації з гладкоствольних мушкетів на нарізні гвинтівки. У той час як три з чотирьох дивізій польової армії в Криму були забезпечені гвинтівкою-мушкетом Міні зразка 1851 року, інші полки армії по всій імперії все ще носили гладкоствольний мушкет зразка 1842 року. До кінця 1853 року гвинтівка-мушкет Enfield була затверджена Військовим міністерством для армії та запущена у виробництво. Enfield брав активну участь у Кримській війні (1854–1856), перші гвинтівки Enfield були видані військам з лютого 1855 року.

## Війна з філібустьєрами
Нестабільність у Центральній Америці після розпаду Федеративної Республіки Центральної Америки змусила Коста-Рику реформувати та модернізувати свою армію, особливо після загрози вторгнення з Нікарагуа в 1848 році. З приходом Хуана Рафаеля Мора Пораса на посаду президента в 1849 році Коста-Рика придбала від 500 до 2000 гвинтівок Enfield зразка 1853 року в 1855 році. Пізніше того ж року авантюрист і найманець Вільям Вокер встановив військову диктатуру в Нікарагуа, відновивши рабство та погрожуючи завоювати всю Центральну Америку. Гвинтівка Enfield зразка 1853 року використовувалася у Війні з філібустьєрами виключно армією Коста-Рики, починаючи з битви при Санта-Росі та Другої битви при Рівасі в березні та квітні 1856 року.

## Повстання в Індії 1857 року; Сипайський заколот

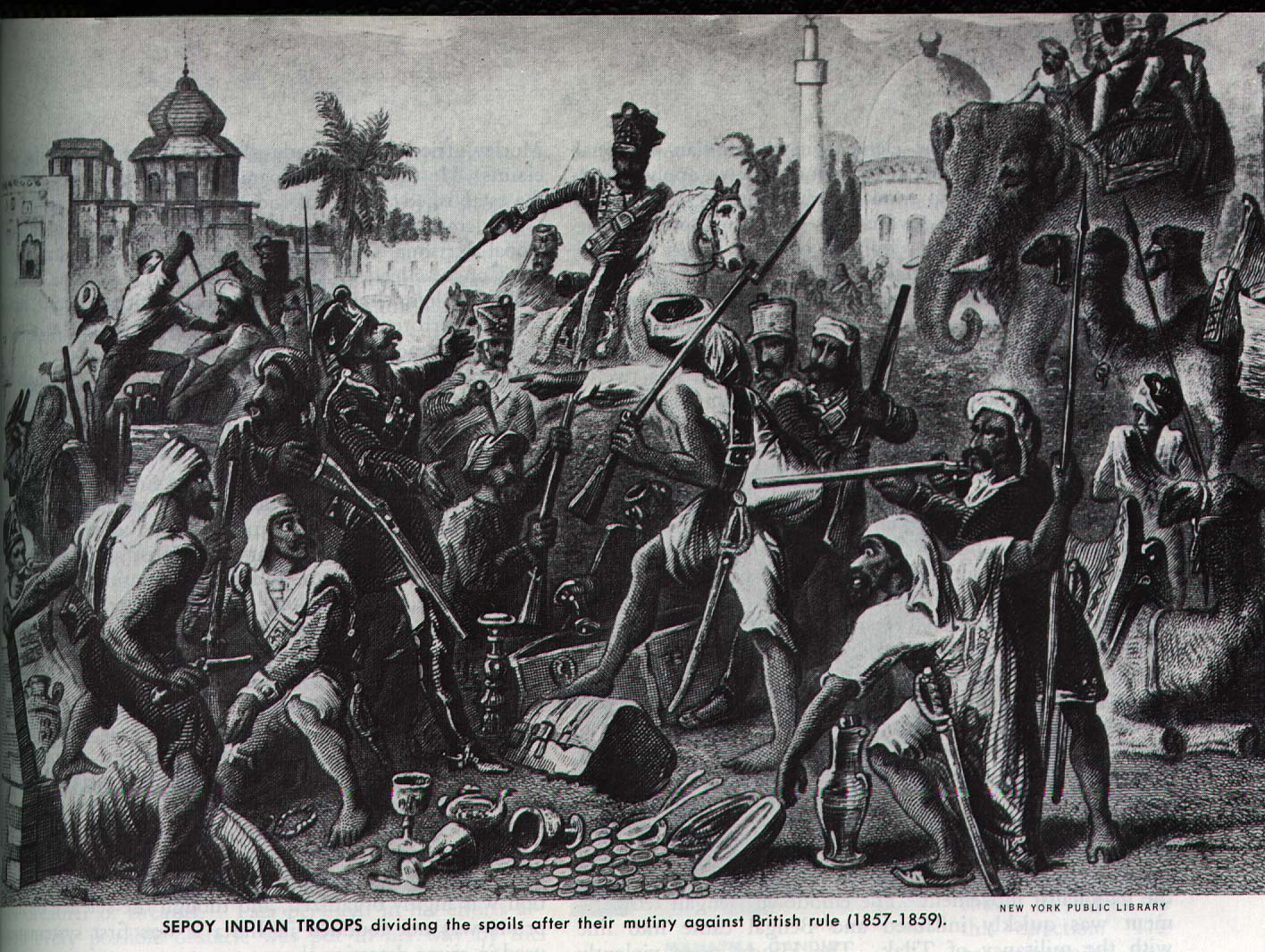
Індійський солдат, озброєний гвинтівкою Enfield Pattern 1853

У 1856 році гвинтівку Enfield P53 було передано індійським військам під британським правлінням. Гвинтівка-мушкет Enfield стала однією з причин Індійського повстання 1857 року. Сіпаям в арміях Британської Ост-Індської компанії в Індії видали нову гвинтівку в 1857 році, і поширилися чутки, що набої (тут йдеться про паперові патрони з порохом і кулею, а не про металеві набої) були змащені яловичим жиром, свинячим жиром або їхньою сумішшю — ситуація, неприйнятна для солдатів-індусів і мусульман через релігійні вірування.
Британські військові навчання того часу вимагали від солдатів розривати зубами підготовлений патрон, висипати порох, що міститься всередині, в ствол, відламувати змащений кінець патрона з кулею біля дула, забивати його всередину, піднімати гвинтівку до стегна, замінювати капсуль, готувати гвинтівку, встановивши приціл і перевівши її в бойовий режим, потім подавати гвинтівку, позначати ціль і натискати спусковий гачок. У книгах з мушкетної справи також рекомендувалося: «Завжди, коли здається, що жир навколо кулі розплавився або іншим чином видалений з патрона, краї кулі слід змочити в роті перед тим, як вставляти її в ствол; слина тимчасово виконуватиме функцію мастила».
Сама думка про те, щоб мати щось, що могло бути забруднене свинячим або яловичим жиром, у роті була неприйнятною для індійських солдатів, і коли вони заперечували, їм запропонували виготовляти власні партії набоїв, використовуючи релігійно прийнятний мастильний засіб, такий як топлене масло або рослинна олія. Це, здавалося, доводило, що видані набої справді були змащені свинячим і/або яловичим жиром. Подальшу пропозицію сіпаям розривати патрони руками (замість того, щоб розкушувати їх) було відхилено як непрактичну — багато сіпаїв роками щодня займалися мушкетною муштрою, і практика розкушування патрона була для них звичною справою. До речі, після повстання настанови змінили спосіб відкриття патрона на: «Піднести патрон до вказівного і великого пальців лівої руки і, тримаючи руку близько до тіла, обережно відірвати кінчик, не розсипаючи пороху».
Внаслідок британських побоювань довгоствольну зброю індійської піхоти було модифіковано, щоб зробити її менш точною, розсвердливши нарізи Pattern 1853, перетворивши її на гладкоствольну. Сферична куля не потребує змащення, лише клаптика тканини. Це значно знизило потужність і ефективність рушниці, так само як і заміна прицілу заднього видування змінної відстані на фіксований. Це стало Pattern 1858. Однак через теперішні тонші стінки ствол міг випиратися, і розрив не був невідомою проблемою. Крім того, при встановленому багнеті надмірне згинання стало проблемою. Щоб виправити це, в Англії було зроблено термінове замовлення на близько 12 000 нових стволів з товстішими стінками ствола. Це стало дуже рідкісним Enfield Pattern 1859, який у хорошому стані коштує значно дорожче.

## Новозеландські земельні війни
Гвинтівка-мушкет Enfield 1853 року була видана полкам британської армії, колоніальній міліції та добровольчим підрозділам, а пізніше — новозеландській збройній констеблярії, і широко використовувалася в середині та на пізніх етапах Новозеландських воєн. Перші гвинтівки Enfield були видані 58-му та 65-му полкам, що дислокувалися в країні, в 1858 році. Enfield не була ідеальною зброєю для використання в густих порослих лісом пагорбах Нової Зеландії через свою довжину та вагу. Спеціальні підрозділи під назвою «Лісові рейнджери» були сформовані для боротьби з повстанцями в лісі, але після їхньої першої експедиції в порослі лісом пагорби хребта Хунуа, на південь від Окленда, більшість Enfield було повернуто та замінено сумішшю набагато коротших і легших казнозарядних карабінів Calisher і Terry, а також револьверів Colt Navy .36 і Beaumont–Adams .44. Спеціальні підрозділи зберегли жменьку Enfield 1853 року для стрільби на великі відстані. Enfield продовжували використовуватися багатьма британськими лінійними полками на більш відкритій, вкритій папороттю та купинами території внутрішньої частини Ваїкато.
Значну кількість мушкетів Enfield також придбали Маорі пізніше, або від самих британців (які обмінювали їх з дружніми племенами), або від європейських торговців, які були менш вибагливими щодо того, яким клієнтам вони постачали вогнепальну зброю, порох і картеч. Після введення Snider-Enfield багато мушкетів Enfield зі збройових складів збройної констеблярії було розпродано населенню, і вони залишалися популярною спортивною та мисливською зброєю в Новій Зеландії аж до кінця XIX століття, задовго після введення металевих патронів для вогнепальної зброї.

## Громадянська війна в США

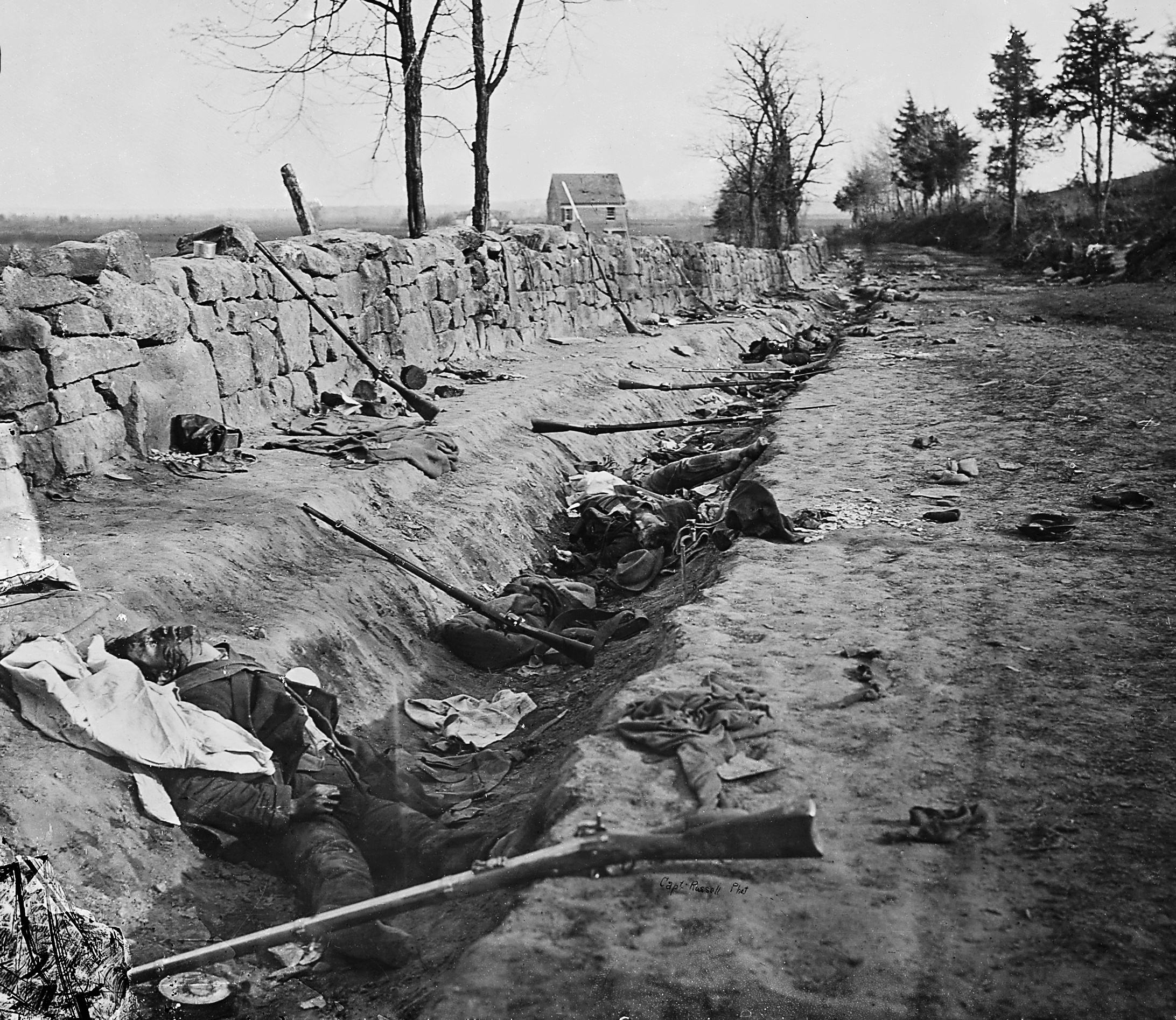
Мертві солдати конфедерації після Другої битви під Фредеріксбургом 3 травня 1863 року. Видно декілька нарізних мушкетів Enfield 1853.

Гвинтівка-мушкет Enfield 1853 року також використовувалася як Північчю, так і Півднем у Громадянській війні в США і була другою за поширеністю піхотною зброєю у війні, поступаючись лише Springfield Model 1861 Rifled Musket. Конфедерати імпортували більше Enfield протягом війни, ніж будь-яку іншу стрілецьку зброю, купуючи у приватних підрядників і торговців зброєю та контрабандою ввозячи їх у південні порти через прорив блокади. За оцінками, понад 900 000 гвинтівок Enfield P53 було імпортовано до Америки, і вони брали участь у всіх головних бойових діях, починаючи від битві при Шайло (квітень 1862 р.) та облоги Віксберга (травень 1863 р.) і до останніх битв 1865 р. Ця зброя була дуже бажаною серед військ Конфедерації. Згідно з опитуванням, проведеним британськими офіційними особами на ранніх етапах війни щодо озброєння західних сил Конфедерації, майже 70 % були озброєні гладкоствольною зброєю, такою як Springfield Model 1842. Пізніше під час війни було проведено таке саме опитування, і було виявлено, що понад 75 % солдатів Конфедерації мали нарізну зброю, переважно Pattern 1853 Enfield.
Ефективність гвинтівок P53 Enfield значною мірою нівелювалася через відсутність належної підготовки стрільців як з боку Союзу, так і Конфедерації. Більшість солдатів не вміли оцінювати відстань до цілі або правильно регулювати приціли, щоб враховувати «райдугоподібну» траєкторію великокаліберного конічного снаряда. На відміну від своїх британських колег, які проходили ґрунтовну підготовку з мушкетної стрільби, новобранці громадянської війни рідко стріляли навіть одним патроном до свого першого бою.
Після закінчення війни сотні колишніх мушкетів Enfield 1853 року Конфедерації були продані з американського ринку зброї cьоґунату Едо (Токугава), а також деяким японським князівствам, включаючи Айдзу та Сацуму. Ця зброя пізніше використовувалася у війні Босін, а деякі залишки в Сацумі також використовувалися повсталими колишніми самураями під час повстання Сацуми приблизно через десять років.

## Репліки
Гвинтівка-мушкет Enfield 1853 року користується великим попитом серед реконструкторів громадянської війни США, ентузіастів британської військової вогнепальної зброї, а також стрільців і мисливців на чорному поросі завдяки своїй якості, точності та надійності. Італійські фірми Davide Pedersoli & C. та Armi Chiappa (Armi Sport) виготовляють сучасну репліку гвинтівки-мушкета Enfield 1853 року, яка легкодоступна на цивільному ринку. Репліки Davide Pedersoli імпортуються до США компанією Italian Firearms Group, розташованою в Амарілло, штат Техас.
Британська компанія Parker Hale також виготовляла репліки гвинтівки-мушкета Enfield 1853 року та карабіна Enfield зразка 1861 року в 1970-х роках. Ці репліки були зроблені за оригінальними зразками, але вони не особливо підходять для використання реконструкторами громадянської війни США, оскільки вони були зроблені за специфікаціями 4-ї моделі, включаючи наявність стволових кілець Baddeley. Ця модель (4-та) була виготовлена занадто пізно, щоб її можна було використовувати під час Громадянської війни в Америці. Відповідними моделями для такого використання були б дво- або тристрільцеві гвинтівки-мушкети 2-ї або 3-ї моделі.